# Black Caesar (film)
Black Caesar is een Amerikaanse blaxploitation-misdaadfilm uit 1973 onder regie van Larry Cohen. De muziek in de film is van James Brown. De film kreeg eind 1973 een vervolg met de titel Hell Up in Harlem.

## Verhaal
Tommy Gibbs is een Afro-Amerikaan die opgroeide in Harlem, de bakermat van de misdaad in New York in de jaren 1960. Een gespannen periode, waarin corruptie de hoogste niveaus van de politie bereikt en de waanzinnige slachting van de zwarte gemeenschap routine is. Gibbs werkt zich op tot een gerespecteerde en gevreesde crimineel. Hij confronteert de Italiaanse maffia en daagt de autoriteiten zonder angst uit. De film brengt de opkomst en ondergang van de gangster in beeld.

## Rolverdeling
| Acteur              | Personage        |
| ------------------- | ---------------- |
| Fred Williamson     | Tommy Gibbs      |
| Gloria Hendry       | Helen            |
| Art Lund            | McKinney         |
| D'Urville Martin    | Rev. Rufus       |
| Julius Harris       | Mr. Gibbs        |
| Minnie Gentry       | Momma Gibbs      |
| Philip Roye         | Joe Washington   |
| William Wellman jr. | Alfred Coleman   |
| James Dixon         | "Irish" Bryant   |
| Val Avery           | Cardoza          |
| Patrick McAllister  | Grossfield       |
| Don Pedro Colley    | Crawdaddy        |
| Myrna Hansen        | Virginia Coleman |